# Atherion elymus
Atherion elymus är en fiskart som beskrevs av Jordan och Starks, 1901. Atherion elymus ingår i släktet Atherion och familjen silversidefiskar. IUCN kategoriserar arten globalt som livskraftig. Inga underarter finns listade.